# Saison 1953-1954 de la Juventus FC
Maillots
Chronologie
Saison précédente Saison suivante
La saison 1953-1954 de la Juventus Football Club est la cinquante-et-unième de l'histoire du club, créé cinquante-sept ans plus tôt en 1897.
L'équipe turinoise prend part au cours de cette saison à la 52e édition du championnat d'Italie (22e de Serie A).

## Historique
La Juventus, vice-championne d'Italie lors de la saison précédente, espère faire au cours de cette saison au moins aussi bien voire mieux.
Le président du club depuis 1947, Gianni Agnelli, décide pour cette nouvelle saison de faire appel aux services d'un nouvel entraîneur, l'expérimenté italien Aldo Olivieri, nommé le 3 juin 1953.
Au niveau de l'effectif, les bianconeri enregistrent les arrivées d'un nouveau gardien, Elio Angelini, et d'un nouveau défenseur, Alfredo Travia. Le milieu de terrain est quant à lui renforcé par Flavio Emoli, Aredio Gimona, Antonio Montico et Guglielmo Oppezzo, tandis qu'en attaque débarquent Guido Macor mais surtout l'oriundo Eduardo Ricagni.

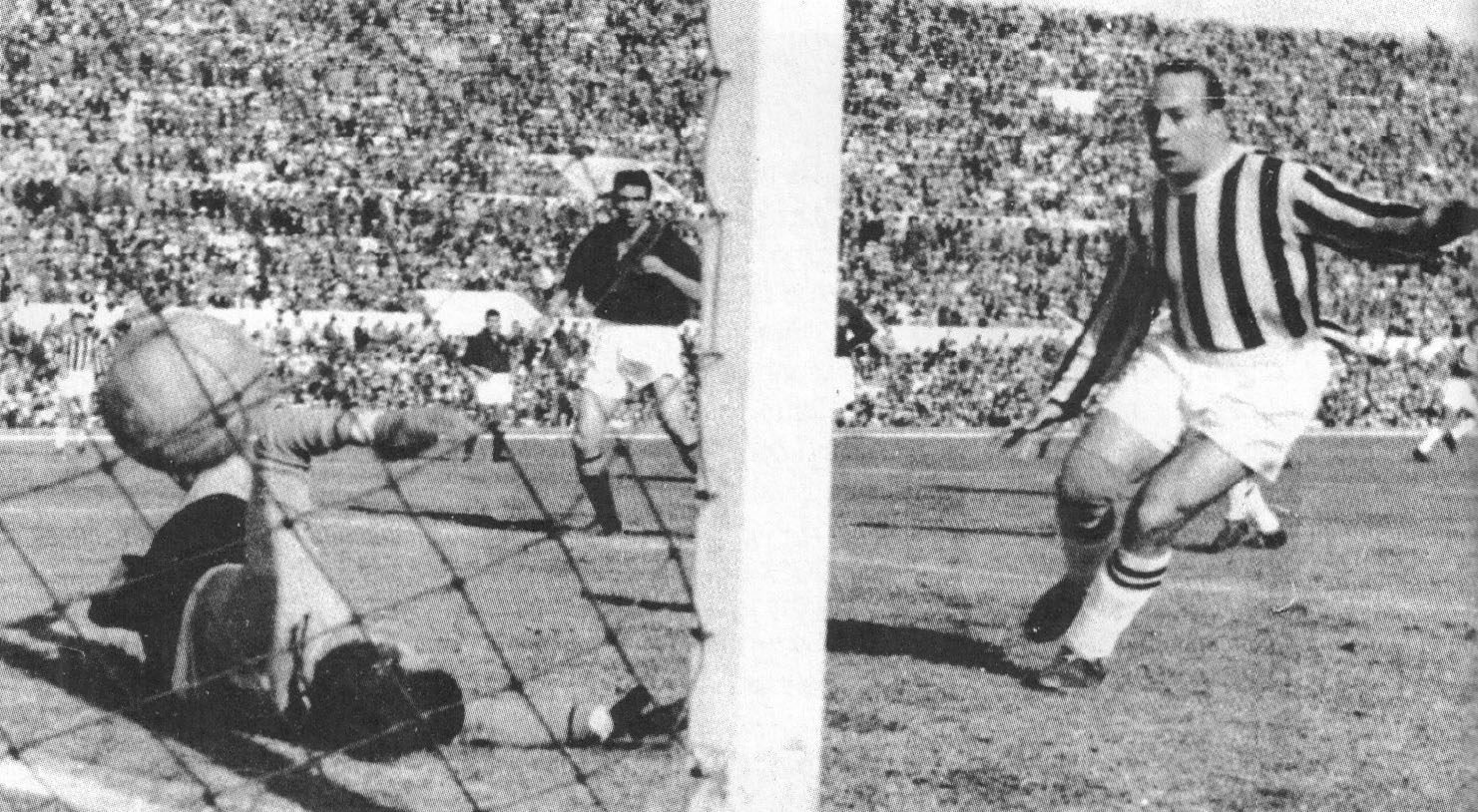
Loriundo Eduardo Ricagni, meilleur buteur bianconero du saison.

C'est le dimanche 13 septembre 1953 que la Juventus FC commence sa saison avec un succès 3 buts à 1 contre Triestina grâce à un doublé de Boniperti et un but de Muccinelli. Le club du Piémont alterne ensuite entre des résultats plus ou moins bons, et ce jusqu'à la 6e journée ou la Juve s'impose 4 à 2 au Stadio Filadelfia sur le terrain du Torino lors du derby della Mole (buts de Præst, Hansen et Boniperti sur doublé). L'équipe bianconera enchaîne ensuite avec deux victoires et une défaite, avant de faire un nul 2-2 à domicile contre l'Inter le 22 novembre (avec des buts de Boniperti et de Hansen). La Vecchia Signora finit ensuite l'année avec un bilan de deux victoires, un match nul et une défaite. Pour la première confrontation de la nouvelle année 1954, les bianconeri s'imposent au Stadio Comunale contre l'Atalanta sur le score de 2 buts à rien (réalisations de Rota contre son camp et de Ricagni). Trois semaines plus tard, le 31 janvier, les turinois, pour le premier match des phases retour, réalise un match nul 2 buts à 2 contre Triestina (avec des buts de Pinardi et Ricagni), puis réalisent en tout 2 victoires et 2 nuls au cours du mois de février. Le 21 mars, la Juventus se rend sur le terrain de l'Udinese qu'il défont par 2 buts à 0 (buts de Manente et Ricagni), avant d'être deux journées plus tard, lors du match comptant pour la 27e journée, humiliés 6-0 par le futur champion d'Italie, l'Inter. L'équipe juventina se rattrape ensuite la semaine suivante en s'imposant par 3 buts à 1 contre le SPAL (avec des buts de Ricagni, Boniperti et Manente sur penalty), et ne subit à nouveau une défaite qu'un mois plus tard (un 3 à 2 contre l'Atalanta le 16 mai, malgré des buts juventini de Hansen et Boniperti). La Vieille Dame termine ensuite la saison avec deux victoires, et joue le dernier match le 30 mai, avec à la clé une victoire 3-2 contre Naples obtenue grâce aux réalisations de Ricagni, Boniperti et Hansen.

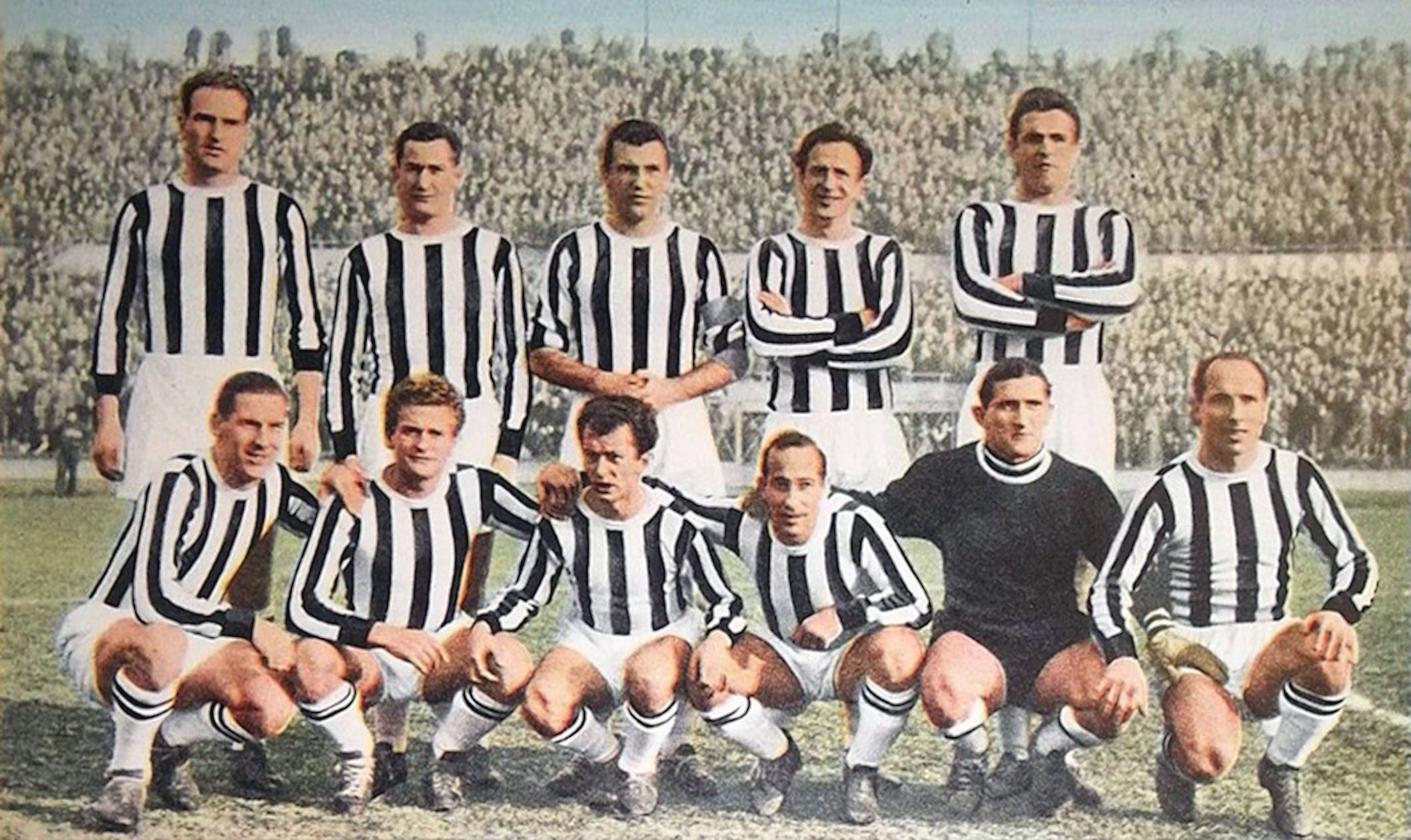
Les Turinois vice-championne d'Italie

Avec finalement un bilan de 58 buts inscrits pour 34 encaissés, combinés à leurs 20 victoires, 10 matchs nuls et 4 victoires, ce qui fait un total de 50 points, la Juventus Football Club termine à nouveau vice-championne d'Italie pour la seconde année consécutive.
Avec peu de buts inscrits cette saison de la part de l'attaque bianconera, Eduardo Ricagni le nouvel oriundo du club, termine avec ses 17 buts meilleur buteur du club.
Au mois de juin a lieu la coupe du monde 1954 à laquelle la Squadra Azzurra participa avec 5 bianconeri dans son effectif, à savoir le gardien Giovanni Viola, les milieux Giacomo Mari et Rino Ferrario, ainsi que les attaquants Ermes Muccinelli et Giampiero Boniperti, ne parvenant pas à sortir des phases de poule.
La Vieille Dame est désormais plus que jamais parmi les grands d'Italie.

## Déroulement de la saison

### Résultats en championnat
- Phase aller

| dimanche 13 septembre 1953 1re journée | Juventus                                  | 3 - 1 | Triestina   | Stadio Comunale, Turin 16h00 Arbitre : Guarnaschelli |
| dimanche 13 septembre 1953 1re journée | Boniperti 14e 22e (pen.) · Muccinelli 58e |       | 58e Jugovaz | Stadio Comunale, Turin 16h00 Arbitre : Guarnaschelli |

| dimanche 20 septembre 1953 2e journée | Genoa         | 1 - 3 | Juventus              | Stade Luigi-Ferraris, Gênes 16h00 Arbitre : Orlandini |
| dimanche 20 septembre 1953 2e journée | Dal Monte 84e |       | 11e 58e 64e Boniperti | Stade Luigi-Ferraris, Gênes 16h00 Arbitre : Orlandini |

| dimanche 27 septembre 1953 3e journée | Juventus | 0 - 0 | Fiorentina | Stadio Comunale, Turin 15h30 Arbitre : Pieri |
| dimanche 27 septembre 1953 3e journée |          |       |            | Stadio Comunale, Turin 15h30 Arbitre : Pieri |

| dimanche 4 octobre 1953 4e journée | Lazio                         | 2 - 1 | Juventus          | Stadio dei Centomila, Rome 15h30 Arbitre : Orlandini |
| dimanche 4 octobre 1953 4e journée | Puccinelli 8e · Fontanesi 61e |       | 86e (pen.) Hansen | Stadio dei Centomila, Rome 15h30 Arbitre : Orlandini |

| dimanche 11 octobre 1953 5e journée | Juventus      | 1 - 0 | Sampdoria | Stadio Comunale, Turin 15h00 Arbitre : Jonni |
| dimanche 11 octobre 1953 5e journée | Boniperti 74e |       |           | Stadio Comunale, Turin 15h00 Arbitre : Jonni |

| dimanche 18 octobre 1953 6e journée | Torino                         | 2 - 4 | Juventus                                          | Stadio Filadelfia, Turin 15h00 25 000 spectateurs Arbitre : Massai |
| dimanche 18 octobre 1953 6e journée | Sentimenti 42e · Bertoloni 55e |       | 14e Præst · 22e Hansen · 60e 69e (pen.) Boniperti | Stadio Filadelfia, Turin 15h00 25 000 spectateurs Arbitre : Massai |

| dimanche 25 octobre 1953 7e journée | Legnano      | 1 - 1 | Juventus   | Stadio Comunale, Legnano 14h30 Arbitre : Agnolin |
| dimanche 25 octobre 1953 7e journée | Manzardo 71e |       | 11e Hansen | Stadio Comunale, Legnano 14h30 Arbitre : Agnolin |

| dimanche 1er novembre 1953 8e journée | Juventus    | 1 - 0 | Udinese | Stadio Comunale, Turin 14h30 Arbitre : Coppa |
| dimanche 1er novembre 1953 8e journée | Ricagni 41e |       |         | Stadio Comunale, Turin 14h30 Arbitre : Coppa |

| dimanche 8 novembre 1953 9e journée | Bologne | 0 - 1     | Juventus | Stadio Comunale, Bologne 14h30 Arbitre : Piemonte |
| dimanche 8 novembre 1953 9e journée |         | 55e Præst |          | Stadio Comunale, Bologne 14h30 Arbitre : Piemonte |

| dimanche 22 novembre 1953 10e journée | Juventus                   | 2 - 2 | Inter                   | Stadio Comunale, Turin 14h30 Arbitre : Massai |
| dimanche 22 novembre 1953 10e journée | Boniperti 31e · Hansen 54e |       | 4e Skoglund · 24e Nyers | Stadio Comunale, Turin 14h30 Arbitre : Massai |

| dimanche 29 novembre 1953 11e journée | SPAL          | 1 - 3 | Juventus                    | Stadio Comunale, Ferrare 14h30 Arbitre : Jonni |
| dimanche 29 novembre 1953 11e journée | Stefanini 15e |       | 30e 89e Præst · 78e Ricagni | Stadio Comunale, Ferrare 14h30 Arbitre : Jonni |

| dimanche 6 décembre 1953 12e journée | Juventus                                        | 3 - 0 | Roma | Stadio Comunale, Turin 14h30 Arbitre : Bernardi |
| dimanche 6 décembre 1953 12e journée | Ricagni 12e · Præst 52e (pen.) · Muccinelli 64e |       |      | Stadio Comunale, Turin 14h30 Arbitre : Bernardi |

| dimanche 20 décembre 1953 13e journée | Milan        | 1 - 0 | Juventus | Stadio San Siro, Milan 14h30 Arbitre : Massai |
| dimanche 20 décembre 1953 13e journée | Sørensen 28e |       |          | Stadio San Siro, Milan 14h30 Arbitre : Massai |

| dimanche 27 décembre 1953 14e journée | Juventus | 0 - 0 | Novare | Stadio Comunale, Turin 14h30 Arbitre : Maurelli |
| dimanche 27 décembre 1953 14e journée |          |       |        | Stadio Comunale, Turin 14h30 Arbitre : Maurelli |

| dimanche 3 janvier 1954 15e journée | Juventus                     | 2 - 0 | Atalanta | Stadio Comunale, Turin 14h30 Arbitre : Guarnaschelli |
| dimanche 3 janvier 1954 15e journée | Rota 31e (csc) · Ricagni 41e |       |          | Stadio Comunale, Turin 14h30 Arbitre : Guarnaschelli |

| dimanche 10 janvier 1954 16e journée | Palerme            | 1 - 3 | Juventus                        | Stadio La Favorita, Palerme 14h30 Arbitre : Jonni |
| dimanche 10 janvier 1954 16e journée | Giaroli 84e (pen.) |       | 4e 16e Ricagni · 44e Muccinelli | Stadio La Favorita, Palerme 14h30 Arbitre : Jonni |

| dimanche 17 janvier 1954 17e journée | Naples      | 1 - 2 | Juventus                    | Stadio Arturo Collana, Naples 14h30 Arbitre : Bernardi |
| dimanche 17 janvier 1954 17e journée | Jeppson 14e |       | 16e Ricagni · 52e Boniperti | Stadio Arturo Collana, Naples 14h30 Arbitre : Bernardi |

- Phase retour

| dimanche 31 janvier 1954 18e journée | Triestina                  | 2 - 2 | Juventus                  | Stadio Comunale, Trieste 14h30 Arbitre : Orlandini |
| dimanche 31 janvier 1954 18e journée | Secchi 31e · Lucentini 48e |       | 47e Pinardi · 58e Ricagni | Stadio Comunale, Trieste 14h30 Arbitre : Orlandini |

| dimanche 7 février 1954 19e journée | Juventus                          | 3 - 1 | Genoa       | Stadio Comunale, Turin 15h00 Arbitre : Massai |
| dimanche 7 février 1954 19e journée | Hansen 13e 78e (pen.) · Macor 88e |       | 58e Bennike | Stadio Comunale, Turin 15h00 Arbitre : Massai |

| dimanche 14 février 1954 20e journée | Fiorentina | 1 - 1 | Juventus    | Stadio Comunale, Florence 15h00 Arbitre : Bellé |
| dimanche 14 février 1954 20e journée | Bacci 24e  |       | 48e Ricagni | Stadio Comunale, Florence 15h00 Arbitre : Bellé |

| dimanche 21 février 1954 21e journée | Juventus | 0 - 0 | Lazio | Stadio Comunale, Turin 15h00 Arbitre : De Leo |
| dimanche 21 février 1954 21e journée |          |       |       | Stadio Comunale, Turin 15h00 Arbitre : De Leo |

| dimanche 28 février 1954 22e journée | Sampdoria | 0 - 1      | Juventus | Stade Luigi-Ferraris, Gênes 15h00 Arbitre : Bernardi |
| dimanche 28 février 1954 22e journée |           | 7e Ricagni |          | Stade Luigi-Ferraris, Gênes 15h00 Arbitre : Bernardi |

| dimanche 7 mars 1954 23e journée | Juventus | 0 - 0 | Torino | Stadio Comunale, Turin 15h00 30 000 spectateurs Arbitre : Maurelli |
| dimanche 7 mars 1954 23e journée |          |       |        | Stadio Comunale, Turin 15h00 30 000 spectateurs Arbitre : Maurelli |

| dimanche 14 mars 1954 24e journée | Juventus                     | 2 - 1 | Legnano  | Stadio Comunale, Turin 15h00 Arbitre : Rigato |
| dimanche 14 mars 1954 24e journée | Ricagni 12e · Lupi 21e (csc) |       | 17e Mion | Stadio Comunale, Turin 15h00 Arbitre : Rigato |

| dimanche 21 mars 1954 25e journée | Udinese | 0 - 2                     | Juventus | Stadio Moretti, Udine 15h00 Arbitre : Jonni |
| dimanche 21 mars 1954 25e journée |         | 42e Manente · 51e Ricagni |          | Stadio Moretti, Udine 15h00 Arbitre : Jonni |

| dimanche 28 mars 1954 26e journée | Juventus                     | 2 - 2 | Bologne                       | Stadio Comunale, Turin 15h30 Arbitre : Bellé |
| dimanche 28 mars 1954 26e journée | Boniperti 61e · Ferrario 88e |       | 13e Cervellati · 60e Cappello | Stadio Comunale, Turin 15h30 Arbitre : Bellé |

| dimanche 4 avril 1954 27e journée | Inter                                                        | 6 - 0 | Juventus | Stadio San Siro, Milan 15h30 Arbitre : Jonni |
| dimanche 4 avril 1954 27e journée | Skoglund 7e 79e · Armano 30e · Brighenti 66e 83e · Nesti 84e |       |          | Stadio San Siro, Milan 15h30 Arbitre : Jonni |

| dimanche 18 avril 1954 28e journée | Juventus                                         | 3 - 1 | SPAL      | Stadio Comunale, Turin 15h30 Arbitre : De Leo |
| dimanche 18 avril 1954 28e journée | Ricagni 44e · Boniperti 88e · Manente 92e (pen.) |       | 17e Ekner | Stadio Comunale, Turin 15h30 Arbitre : De Leo |

| dimanche 25 avril 1954 29e journée | Roma           | 1 - 1 | Juventus       | Stadio dei Centomila, Rome 15h30 Arbitre : Bernardi |
| dimanche 25 avril 1954 29e journée | Cardarelli 48e |       | 70e Muccinelli | Stadio dei Centomila, Rome 15h30 Arbitre : Bernardi |

| dimanche 2 mai 1954 30e journée | Juventus   | 1 - 0 | Milan | Stadio Comunale, Turin 16h00 Arbitre : Maurelli |
| dimanche 2 mai 1954 30e journée | Hansen 11e |       |       | Stadio Comunale, Turin 16h00 Arbitre : Maurelli |

| dimanche 9 mai 1954 31e journée | Novare | 0 - 1               | Juventus | Stadio Comunale, Novare 16h00 Arbitre : Bernardi |
| dimanche 9 mai 1954 31e journée |        | 90e (pen.) Ferrario |          | Stadio Comunale, Novare 16h00 Arbitre : Bernardi |

| dimanche 16 mai 1954 32e journée | Atalanta                                   | 3 - 2 | Juventus                   | Stadio Comunale, Bergame 16h00 Arbitre : Massai |
| dimanche 16 mai 1954 32e journée | Rasmussen 14e · Bassetto 39e · Brugola 49e |       | 63e Hansen · 78e Boniperti | Stadio Comunale, Bergame 16h00 Arbitre : Massai |

| dimanche 23 mai 1954 33e journée | Juventus                             | 4 - 1 | Palerme     | Stadio Comunale, Turin 16h00 Arbitre : Orlandini |
| dimanche 23 mai 1954 33e journée | Ricagni 28e 77e 85e · Muccinelli 72e |       | 89e Di Maso | Stadio Comunale, Turin 16h00 Arbitre : Orlandini |

| dimanche 30 mai 1954 34e journée | Juventus                                | 3 - 2 | Naples          | Stadio Comunale, Turin 16h00 Arbitre : Piemonte |
| dimanche 30 mai 1954 34e journée | Ricagni 8e · Boniperti 30e · Hansen 75e |       | 18e 36e Jeppson | Stadio Comunale, Turin 16h00 Arbitre : Piemonte |

#### Classement
|  |    | Classement final 1953-1954 | Pts | MJ | V  | N  | D | BP | BC | Dif |
|  | -- | -------------------------- | --- | -- | -- | -- | - | -- | -- | --- |
|  | 1. | Inter                      | 51  | 34 | 20 | 11 | 3 | 67 | 32 | +35 |
|  | 2. | Juventus                   | 50  | 34 | 20 | 10 | 4 | 58 | 34 | +24 |
|  | 3. | Milan                      | 44  | 34 | 17 | 10 | 7 | 66 | 39 | +27 |

### Matchs amicaux
| dimanche 30 août 1953 | Biellese         | 2 - 4 | Juventus         |  |
| dimanche 30 août 1953 | Buteurs inconnus |       | Buteurs inconnus |  |

| mercredi 2 septembre 1953 | Sampdoria        | 4 - 2 | Juventus         |  |
| mercredi 2 septembre 1953 | Buteurs inconnus |       | Buteurs inconnus |  |

| dimanche 6 septembre 1953 | Milan            | 3 - 2 | Juventus         |  |
| dimanche 6 septembre 1953 | Buteurs inconnus |       | Buteurs inconnus |  |

| dimanche 13 décembre 1953 | Monza            | 3 - 2 | Juventus         |  |
| dimanche 13 décembre 1953 | Buteurs inconnus |       | Buteurs inconnus |  |

| mercredi 13 janvier 1954 | Catane           | 3 - 3 | Juventus         |  |
| mercredi 13 janvier 1954 | Buteurs inconnus |       | Buteurs inconnus |  |

| mardi 2 mars 1954 | OGC Nice         | 3 - 2 | Juventus         |  |
| mardi 2 mars 1954 | Buteurs inconnus |       | Buteurs inconnus |  |

| mercredi 31 mars 1954 | Alexandrie       | 2 - 3 | Juventus         |  |
| mercredi 31 mars 1954 | Buteurs inconnus |       | Buteurs inconnus |  |

| dimanche 6 juin 1954 | Juventus         | 7 - 4 | Monza            |  |
| dimanche 6 juin 1954 | Buteurs inconnus |       | Buteurs inconnus |  |

## Effectif du club
Effectif des joueurs de la Juventus Football Club lors de la saison 1953-1954.

## Buteurs
| 17 buts - Eduardo Ricagni 14 buts - Giampiero Boniperti 9 buts - John Hansen 5 buts - Ermes Muccinelli - Karl Aage Præst | 2 buts - Rino Ferrario - Sergio Manente 1 but - Guido Macor - Umberto Pinardi |